# Сборная Фиджи по футболу
Сбо́рная Фи́джи по футбо́лу (англ. Fiji national football team) — представляет Фиджи на международных соревнованиях по футболу. Команда выступает под эгидой Футбольной федерации Фиджи.
В рейтинге ФИФА на 6 апреля 2023 года занимает 168-е место.

## Кубок наций ОФК
- 2008 — 3-е место
- 2012 — групповой этап
- 2016 — групповой этап
- 1973 — 5-е место

В розыгрыше первого Кубка наций ОФК участвовало всего пять команд, и фиджийцы заняли последнее место, проиграв все матчи, забив два мяча и пропустив тринадцать.
- 1980 — 4-е место

Теперь в турнире участвовало уже восемь команд, они разделились на группы А и B, фиджийцы попали в первую. Они победили Соломоновы Острова и Новую Зеландию, но проиграли Таити. Сборная заняла второе место в группе и попала в матч за третье место.
В матче за третье место фиджийцы проиграли Новой Каледонии, которая заняла второе место в группе B. В итоге сборная завершила своё выступление на Кубке с четвёртым местом.
- 1996 — не квалифицировалась

Так как фиджийцы не выиграли Кубок Меланезии 1994, который являлся частью отборочного турнира, они не попали в финальную часть Кубка Наций ОФК 1996.
- 1998 — 3-е место

Команда выиграла Кубок Меланезии 1998 и так квалифицировалась на Кубок наций.
Команды разделились на группы А и В, фиджийцы попали во вторую вместе с Австралией и Островами Кука. Как и ожидалось, сборная проиграла Австралии, одержала победу над Островами Кука и заняла второе место в группе В, позволяющее выйти в полуфинал.
В полуфинале фиджийцев ждала Новая Зеландия, будущий победитель турнира, которому команда проиграла из-за досадного гола на последних минутах встречи. Сборной оставалось сыграть в матче за третье место.
В матче за третье место фиджийцы встретились с Таити и относительно легко одержали победу. Сборная завершила выступление на турнире с бронзой.
- 2000 — не была допущена к соревнованиям

Фиджийцы квалифицировались на Кубок, но из-за нестабильности в стране, вызванной военным переворотом, не смогли поучаствовать в нём.
- 2002 — групповой этап

Сборная Фиджи не относилась к шести слабейшим в ОФК и поэтому автоматически квалифицировалась на Кубок.
Команда попала в группу А. Ей удалось выиграть у Новой Каледонии, но затем команда неожиданно проиграла Вануату, а разгром от Австралии вообще лишил её шансов на выход в плей-офф. Это был первый случай, когда сборная не смогла покинуть групповой этап (за исключением случаев, когда она не квалифицировалась на Кубок).
- 2004 — 4-е место

Команда заняла второе место в отборочной группе В и квалифицировалась на турнир.
Фиджийцы сыграли вничью с Таити и выиграли у Вануату, во всех остальных матчах потерпели поражение.

## Чемпионат мира
- С 1930 по 1978 — не прошла
- 1982 — не квалифицировалась
- 1986 — не прошла
- С 1990 по 2026 — не квалифицировалась

## Тихоокеанские игры
- 1963 — второе место
- 1966 — не участвовала
- 1969 — четвёртое место
- 1971 — первый раунд
- 1975 — четвёртое место
- 1979 — второе место
- 1983 — второе место
- 1987 — не участвовала
- 1991 — первое место
- 1995 — третье место
- 2003 — первое место
- 2007 — второе место
- 2011 — четвёртое место
- 2015 — четвёртое место